# Enskild organisation
Enskild organisation (EO) är en svensk term för icke-statlig organisation. Begreppet kan beteckna det mesta från folkrörelser, intresseförening och kyrkor till privata forskningsinstitut och används ofta i biståndssammanhang. En enskild organisation är fristående från staten, icke-vinstdrivande, och bygger på frivilliga initiativ. Sida definierar svensk enskild organisation som 
"en ideell förening, registrerat trossamfund, ekonomisk förening eller stiftelse som har en styrelse och fastställda stadgar samt arbetar utan vinstintresse."